# Colo Tavernier
Pour les articles homonymes, voir Tavernier.
Colo O'Hagan Tavernier est une scénariste britannique et française née le 30 juillet 1942 à Guildford, et morte le 12 juin 2020 à Paris,,.

## Biographie
Claudine O'Hagan est irlandaise par son père et franco-espagnole par sa mère. Ayant toujours détesté son prénom, elle adopte très jeune celui de Colo, qui a l'avantage selon elle de « susciter l'intimité et la chaleur immédiate ». À l'âge de neuf ans, elle écrit en anglais et en français ses premiers poèmes, bientôt suivis par des contes et des nouvelles. À vingt ans, elle part vivre à Paris et y rencontre, chez un couple ami de ses parents, le fils de ces derniers : Bertrand Tavernier. Ils se marient quelques mois après leur rencontre et ont deux enfants : une fille écrivain et scénariste, Tiffany Tavernier, et un fils metteur en scène et acteur, Nils Tavernier. 
Elle écrit pour Bertrand Tavernier les scénarios d'Un dimanche à la campagne, de La Passion Béatrice, de Daddy Nostalgie, de L'Appât (Ours d'or à Berlin), et participe à l'écriture de Round Midnight.
Elle reçoit le César de la meilleure adaptation pour Un dimanche à la campagne en 1985. Elle est nommée en 1988 au César du meilleur scénario original ou adaptation pour La Passion Béatrice.
Au cinéma, elle écrit aussi pour Claude Chabrol (Une affaire de femmes), Denys Granier-Deferre (Le Petit Garçon), José Pinheiro, Daniel Vigne (Comédie d'été) et Helma Sanders-Brahms (Clara).
À la télévision, elle signe des scénarios pour Caroline Huppert, Jean-Louis Bertuccelli et Élisabeth Rappeneau.
En juin 2013 est paru chez Plon son livre Les Maux des mots.

## Filmographie

### Pour le cinéma
- 1980 : Une semaine de vacances de Bertrand Tavernier
- 1984 : Un dimanche à la campagne de Bertrand Tavernier
- 1987 : La Passion Béatrice de Bertrand Tavernier
- 1988 : Une affaire de femmes de Claude Chabrol
- 1989 : Comédie d'été de Daniel Vigne
- 1990 : Daddy nostalgie de Bertrand Tavernier
- 1995 : Le Petit Garçon de Pierre Granier-Deferre
- 1995 : L'Appât de  Bertrand Tavernier
- 2008 : Clara de Helma Sanders-Brahms
- 2017 : Paris la blanche de Lidia Terki

### Pour la télévision
- 1988 : Coup de pouce de Josée Dayan, dans la série Sueurs froides
- 1989 : Le Bois de justice de Raymond Vouillamoz, dans la série Haute Tension
- 1993 : Un pull par-dessus l'autre de Caroline Huppert
- 1995 : Charlotte dite 'Charlie' de Caroline Huppert, dans la série Les Mercredis de la vie
- 1997 : Un arbre dans la tête de Jean-Pierre Sinapi
- 1999 : Chasseurs d'écume de Denys Granier-Deferre
- 2003 : Le Gang des poupées de Philomène Esposito
- 2003 : Papa, maman s'ront jamais grands de Jean-Louis Bertuccelli
- 2004 : Une vie d'Élisabeth Rappeneau
- 2007 : Les Jurés
- 2008 : La maison Tellier d'Élisabeth Rappeneau
- 2011 : Joseph l'insoumis de Caroline Glorion

## Récompenses
- Césars 1985 : César de la meilleure adaptation pour Un dimanche à la campagne, partagé avec Bertrand Tavernier
- Festival du film de Bogota 1989 : meilleur scénario pour Une affaire de femmes, partagé avec Claude Chabrol